# Одем (Тексас)
Одем (енгл. Odem) град је у америчкој савезној држави Тексас. По попису становништва из 2010. у њему је живело 2.389 становника.

## Демографија
Према попису становништва из 2010. у граду је живело 2.389 становника, што је 110 (4,4%) становника мање него 2000. године.
| Група             | 2000.         | 2010.         |
| Белци             | 522 (20,9%)   | 487 (20,4%)   |
| Афроамериканци    | 5 (0,2%)      | 15 (0,6%)     |
| Азијати           | 2 (0,1%)      | 1 (0,0%)      |
| Хиспаноамериканци | 1.947 (77,9%) | 1.893 (79,2%) |
| Укупно            | 2.499         | 2.389         |